# Stojan Protić
Stojan Protić (Kruševac; 1857. január 28. – Belgrád; 1923. október 28.) szerb politikus és író. A Szerb-Horvát-Szlovén Királyság (a későbbi Jugoszlávia) miniszterelnöke volt 1918 és 1919 között és 1920-ban.

## Élete
Stojan Protić Kruševacban született. Nagyapja, Toma Dečanac, feleségével és két fiával, Dečani faluból költözött Kruševacba. A történelmet és a filozófiát a belgrádi Grandes Écoles-ben tanulmányozva Protić röviden állami szolgálatban dolgozott, mielőtt újságírásra szentelte magát, és a Samouprava, a Népi Radikális Párt hivatalos napilapjának szerkesztője lett. 1884-ben újabb cikk, Odjek ("Echo") szerkesztőjévé vált és alkotmányának megváltoztatását támogatta. Az 1887-es választásokon részt vett, és a Parlamentbe választották. Az Alkotmányügyi Bizottság titkáraként 1888-ban Protić részt vett a szerb alkotmány elkészítésében, amely talán az egyik legliberálisabb alkotmány a 19. század végén Európaában. A Nép radikális pártjának befolyásos ideológusává és tehetséges újságírójává vált. Hivatali ideje alatt számos cikket írt számos politikai magazin számára. Protićot gyakran választották a Radikális Párt képviselőjévé a szerb parlamentben (1887, 1897, 1901, 1903, 1905, 1906, 1908, 1912). A lelkes polemistaként és a brit típusú demokrácia támogatójaként ismerték el. Az első jugoszláv parlamenti képviselő is. 1903 után Szerbia különféle kormányainak belügyminisztere (Jovan Avakumović, Sava Grujić, Nikola Pašić kormányai), valamint pénzügyminisztere (1912). Az első világháború kitörésekor belügyminiszterként a júliusi válság idején az az osztrák–magyar ultimátum szerb válaszát dolgozta ki. Támogatta a korfui nyilatkozatot (1917), ellenezte a genfi nyilatkozatot (1918. november 9.), és a Vidovdani Alkotmány felülvizsgálatára törekedett. Protić a Nagy Háború végén vitatkozott Nikola Pašić-tal az egyesülési modellről. A katonai kormány felett aktívan támogatta a civileket, és ennek eredményeként konfliktusba került a "Fekete Kéz" vezető tagjaival. Pártja centralista tendenciáival szemben egy decentralizált egységes állam mellett áll, amely a szerbek, horvátok és szlovének viszonylagos autonómiájával rendelkezik. Alekszandr Karađorđević kormányzó 1918 decemberében Protićot kinevezte a Szerb–Horvát–Szlovén Királyság miniszterelnökévé. Kormánya 1918. december 20-tól 1919. augusztus 16-ig tartott. Ismét miniszterelnök volt 1920. február 19-től május 17-ig. 1923-ban, miután a radikálisok Pašić vezetésével távoztak, nem tudott új pártot megszervezni. Miután elvesztette parlamenti helyét Kruševaci hagyományos választókerületében, Protić lelépett a politika színteréről. Szívbetegségben halt meg Belgrádban 1923-ban. Angol, német, orosz és francia nyelvre lefordított könyvei "Balkanicus" álnéven jelentek meg.